# Stourne de Grant
Aplonis mystacea
Espèce
Statut de conservation UICN

 NT  : Quasi menacé
Le Stourne de Grant (Aplonis mystacea) est une espèce de passereau de la famille des Sturnidae.

## Répartition
Il est originaire de la Nouvelle-Guinée, île partagée entre l'Indonésie et la Papouasie-Nouvelle-Guinée.

## Habitat
Il habite les forêts humides tropicales et subtropicales en plaine.
Il est menacé par la perte de son habitat.